# Teréz Egenhoffer
Teréz Egenhoffer (1855-1945) – węgierska taterniczka, turystka i działaczka na niwie turystyczno-patriotycznej. Jako jedna z pierwszych kobiet systematycznie uprawiała w Tatrach wspinaczkę i narciarstwo. Jest najbardziej znana jako pomysłodawczyni zmiany nazwy Gerlach na Szczyt Franciszka Józefa i zamontowania na wierzchołku stosownej tablicy w roku 1896.

## Rodzina i życie prywatne
Teréz Egenhoffer pochodziła z katolickiej, burżuazyjnej, dobrze sytuowanej budapeszteńskiej rodziny. Jej ojciec, Péter Egenhoffer, był właścicielem kilku kamienic i majątków ziemskich; Teréz odziedziczyła przynajmniej część z nich. Jej rodzina była prawdopodobnie związana również z dunajską żeglugą śródlądową. Nie pracowała zawodowo i przez całe życie utrzymywała się z dochodów, jakie przynosiły nieruchomości i jej wiejska gospodarka. Nigdy nie wyszła za mąż i nie miała dzieci.

## Taternictwo

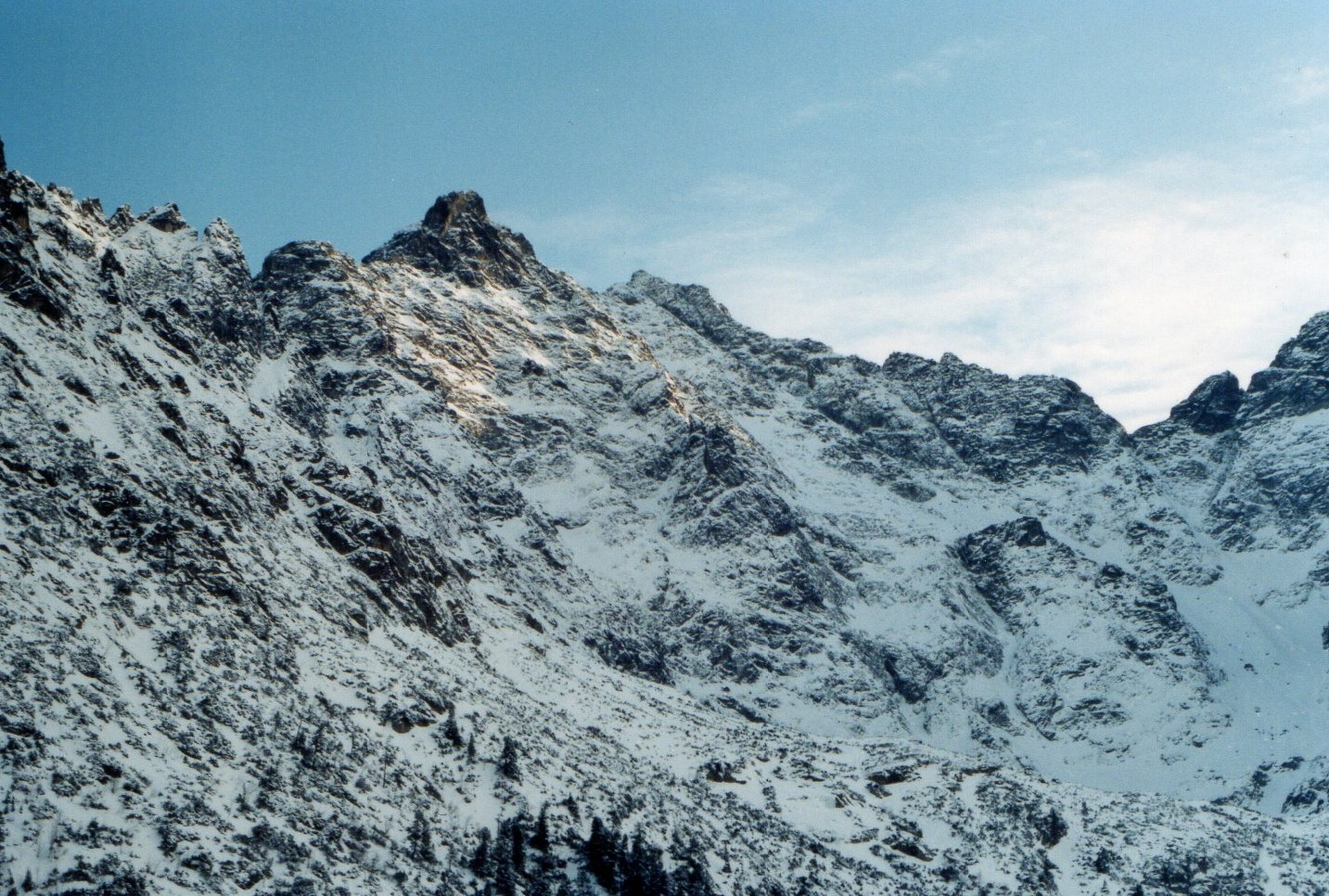
Rysy w warunkach zimowych

Egenhoffer była jedną z pierwszych kobiet systematycznie uprawiających wysokogórską turystykę i wspinaczkę tatrzańską. Chodziła po Tatrach w latach 1875-1905, początkowo z przewodnikami, potem często samotnie; uprawiała turystykę tak letnią jak zimową, zarówno od strony spiskiej i liptowskiej jak podhalańskiej. Jej największe taternickie osiągnięcie to 3. zimowe wejście na Rysy (1905); inny sukces to 4. zimowe wejście na Lodowy (1903). Uczestniczyła w wejściach nocnych. W latach 1901–1905 kierowała schroniskiem Téry’ego; jak przypuszcza jej biograf, jako osoba dobrze sytuowana podjęła się tej roli kierowana sentymentem do Tatr.

## Narciarstwo i turystyka
Egenhoffer była jedną z pierwszych kobiet uprawiających narciarstwo w Tatrach i najprawdopodobniej pierwszą narciarką na południowych stokach Tatr. Rekreacyjnie uprawiała również łyżwiarstwo, głównie w Budapeszcie. Regularnie chodziła na długie, ponad 40-kilometrowe wycieczki, najczęściej w okolicach stolicy. W latach 1888–1903 Egenhoffer jeździła samotnie na dłuższe wycieczki zagraniczne, m.in. do Indii, Abisynii i na Nordkapp. Z powodu licznych zainteresowań sportowych biograf nazywa ją "allround sportslady". Aby uczcić swoje 80. urodziny odbyła 45-kilometrową wycieczkę w górach Pilis.

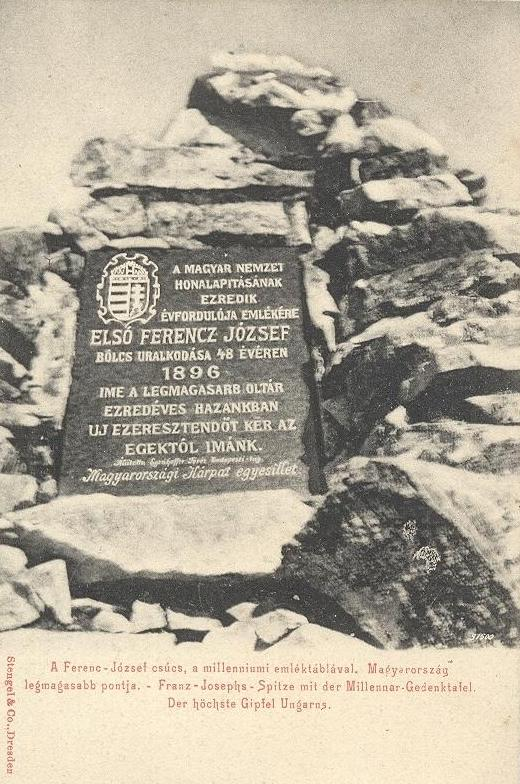
Gerlach, tablica ku czci Franciszka Józefa

## Działaczka
Egenhoffer była wśród założycieli ogólnoturystycznego towarzystwa Magyar Turista Egyesület (1888) oraz członkinią organizacji górskiej Magyarországi Kárpát-Egyesület (MKE) i zrzeszenia geograficznego Magyar Földrajzi Társaság. Pisała artykuły taternickie do budapeszteńskiego Turisták Lapja. W celu uczczenia tysiąclecia Węgier zaproponowała przemianowanie Gerlacha na Szczyt Franciszka Józefa; propozycja, przyjęta przez MKE i zaaprobowana przez oficjalne władze administracyjne, została uwieńczona zamontowaniem na szczycie stosownej tablicy. Cała operacja, przeprowadzona w roku 1896, była zorganizowana, przeprowadzona i zapewne w znacznej części sfinansowana przez Egenhoffer.

## Późne lata
Po roku 1919 Egenhoffer nie jeździła w Tatry i rzadko bywała w Czechosłowacji, początkowo z powodów politycznych, potem prawdopodobnie z wyboru. Utrzymywała kontakt korespondencyjny ze starymi znajomymi z Podtatrza, rzadko publikowała w Turisták Lapja i uprawiała turystykę górską w Alpach i na Węgrzech. Dotknięta przez trudności finansowe, sprzedała część swoich nieruchomości i zamieszkała w budapeszteńskiej willowej dzielnicy Sashalom. W 80. rocznicę urodzin doczekała się wspomnieniowych notatek w spiskoniemieckim Karpathen-Post i w budapeszteńskim Turistaság és Alpinizmus. Przyznano jej też złotą odznakę  Magyar Földrajzi Társaság.

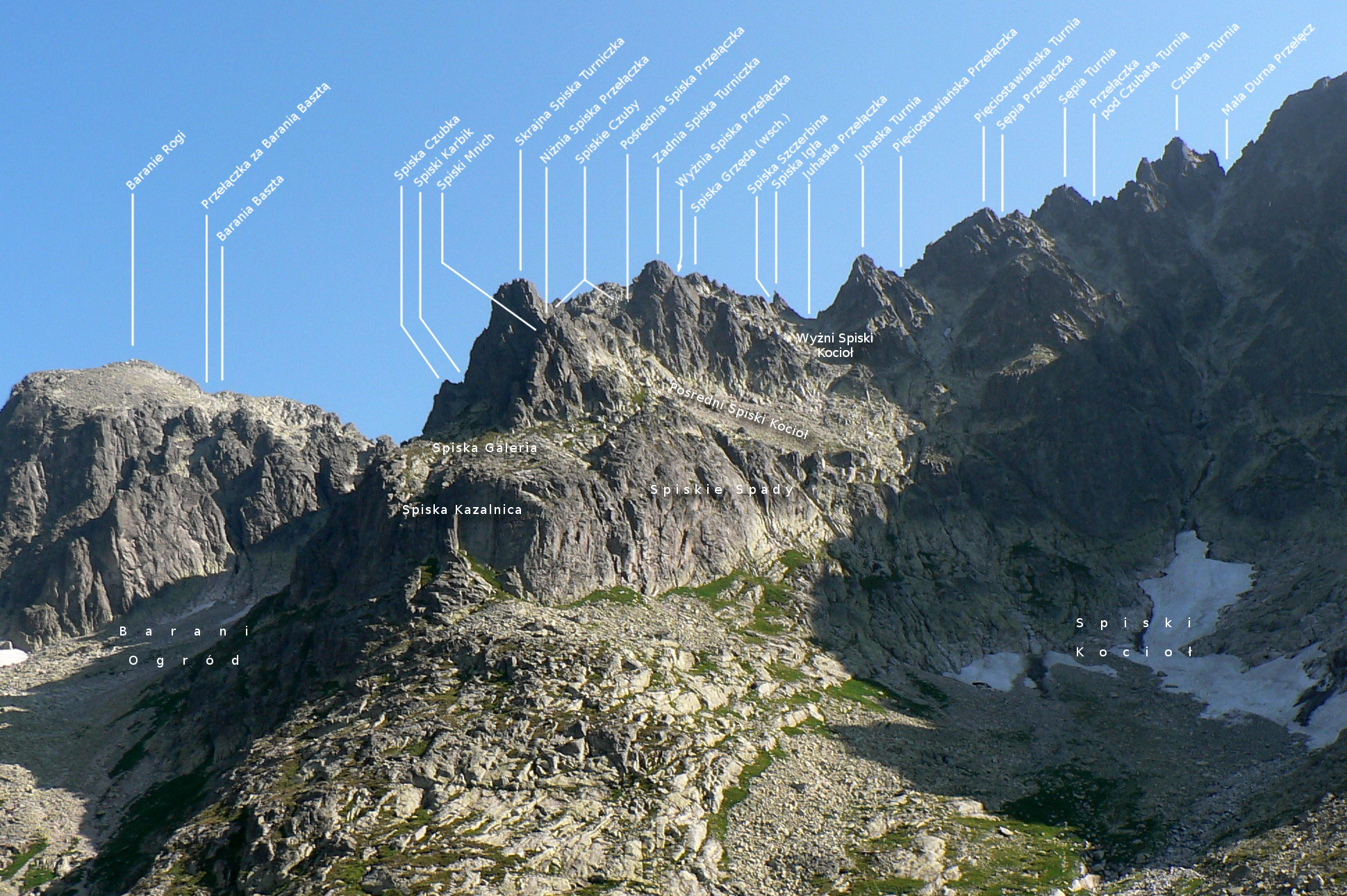
Czubata Turnia od północy

## Recepcja
Jako jedna z pierwszych taterniczek i narciarek Egenhoffer odnotowana jest w różnego rodzaju encyklopediach i kompendiach, głównie węgierskich i polskich, rzadziej niemieckich i słowackich. Doczekała się jednego niewielkiego artykułu monograficznego. Egenhoffer upamiętniają węgierskie i niemieckie nazwy Czubatej Turni (Egenhoffercsúcs, Egenhofferspitze) i Małej Durnej Przełęczy (Egenhoffer-rés, Egenhofferscharte). W historiografii znana jest głównie z inicjatywy przemianowania Gerlacha. Tablica, zamontowana na jego wierzchołku, została w niewyjaśnionych okolicznościach zniszczona około roku 1918, prawdopodobnie przez czeskich legionistów. Grób Egenhoffer nie istnieje.

## Przypisy

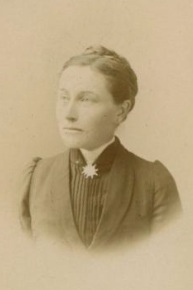
Egenhoffer w wieku średnim